# Вороблик Шляхетський
Вороблик Шляхетський (пол. Wróblik Szlachecki) — село північної Лемківщини в Польщі, у гміні Риманів Кросненського повіту Підкарпатського воєводства, поруч з містечком Романів. Населення — 961 особа (2011).

## Історія
Перша друкована згадка датована 1494 роком. Щоправда, тоді село мало назву Торговське (пол. Targowska). Наступного разу у документах село було назване Торговці (пол. Targowce). До 1772 року село входило до складу Сяноцької землі Руського воєводства Речі Посполитої.
Після утворення Сяніцького повіту 1867 року Вороблик Шляхетський увійшов до нього, у той час як сусідній Вороблик Королівський потрапив до Кросненського повіту того ж Королівства Галичини і Володимирії Австро-Угорщини.
У селі була дерев'яна церква святого Успіння Пресвятої Богородиці, збудована в 1879 р. Церква була парафіяльною до листопада 1796-го, коли грамотою тутешнього поміщика Адама Урбанського об'єднано парафії Вороблика Королівського та Вороблика Шляхетського. Парафія належала до 1930 р. до Сяніцького деканату, в 1930—1945 рр. — до Риманівського. Метричні книги велися з 1784 р.
У 1880-х роках після прокладання колії у селі з'явилася залізнична станція Риманів. Її призначенням стало обслуговування довколишніх нафтових копалень.
З 1919 до 1939 років село входило до Сяніцького повіту Львівського воєводства Польської Республіки.
У 1939 році в селі проживало 820 мешканців (715 українців-грекокатоликів, 40 українців-римокатоликів, 30 поляків і 35 євреїв).
28 лютого 1944-го під час Другої світової війни Армія Крайова влаштувала теракт: підірвала на станції ємність з 270 тоннами нафти.
Після війни лемківське населення села спершу добровільно, а згодом і насильно вивезене в СРСР.
У 2000 році поблизу села почала працювати вітроелектростанція, її потужність — 320 кіловат.
У 1975—1998 роках село належало до Кросненського воєводства.

## Демографія
Демографічна структура станом на 31 березня 2011 року:
|          | Загалом | Допрацездатний вік | Працездатний вік | Постпрацездатний вік |
| -------- | ------- | ------------------ | ---------------- | -------------------- |
| Чоловіки | 476     | 108                | 308              | 60                   |
| Жінки    | 485     | 87                 | 282              | 116                  |
| Разом    | 961     | 195                | 590              | 176                  |